# ایگور ورونچیخین
ایوب فرخ
زاده جرگلان 
متولد 5اسفند 1373
شغل رابیس و اسنپ 
ترکمن صحرا 
بجنورد خراسان شمالی 